# Bruce Channel
Bruce Channel (ur. 28 listopada 1940 w Jacksonville) – amerykański piosenkarz, autor tekstów.
Jeden z najpopularniejszych wykonawców muzyki country i rock and rolla. Jego przebój pt. Hey! Baby, zajmował wysokie miejsca na listach przebojów w Nowej Zelandii (1. miejsce w Lever Hit Parade), w Stanach Zjednoczonych (1. miejsce w Billboard Hot 100, 2. miejsce w Billboard Hot R&B Sides) oraz w Wielkiej Brytanii (2. miejsce w UK Singles Chart), a także dzięki niemu jest zaliczany w gronie tzw. artystów jednego przeboju.

## Kariera
Bruce Channel występy rozpoczął w programie radiowym Louisiana Hayride, a następnie rozpoczął występy z harmonijkarzem Delbertem McClintonem, śpiewając muzykę country. W 1959 roku wraz z Margaret Cobb napisał utwór pt. Hey! Baby, nad którym pracował ponad dwa lata, zanim zaprezentował go przed producentem muzycznym z Fort Worth, Billem Smithem. Pierwotnie utwór został wydany w wytwórni Billa Smitha LeCam Records, jednak w wyniku świetnej sprzedaży został on zakupiony przez wytwórnię Smash Records, spółkę zależną od Mercury Records. Utwór okazał się największym przebojem, który w marcu zajął 1. miejsce na liście przebojów Billboard Hot 100 i przez trzy tygodnie utrzymywał tę pozycję. Zajmował także wysokie miejsca na listach przebojów w Nowej Zelandii (1. miejsce w Lever Hit Parade) oraz w Wielkiej Brytanii (2. miejsce w UK Singles Chart), a także w Billboard Hot R&B Sides (2. miejsce). Utwór został sprzedany w ponad 1 000 000 egzemplarzy i został nagrodzony złotą płytą. Channel potem nagrał cztery single, które znalazły się na liście przebojów Billboard Hot 100 pt. Come On Baby (1962 – 98. miejsce), Number One Man (1962 – 52. miejsce), Going Back to Louisiana (1964 – 89. miejsce) oraz Mr. Bus Driver (1967 – 90. miejsce, wydany przez Dale'a Hawkinsa w Memphis i nagrany przez Terry'ego Manninga), jednak one nie odniosły takiego sukcesu jak singel pt. Hey! Baby.
Wkrótce odbył tournée po Europie, a podczas jednego z koncertów towarzyszył mu, wówczas mało znany, zespół The Beatles. John Lennon był zafascynowany dźwiękiem harmonijki ustnej, na której z Channelem grał Delbert McClinton, i dzięki lekcjom, których udzielił mu McClinton, wykorzystał ją w pierwszym przeboju grupy pt. Love Me Do (1962). Styl McClintona można rozpoznać też w kolejnych utworach The Beatles (do 1963 r.), w których Lennon grał na tym instrumencie. 
W czerwcu 1968 roku singel pt. Keep On (napisany przez Wayne'a Carsona oraz wyprodukowany przez Dale'a Hawkinsa) zajął 12. miejsce na liście przebojów w UK Singles Chart oraz znalazł się na listach przebojów w Australii. Potem Channel osiadł się w Nashville, gdzie zaczął pisać teksty piosenek, które były nagradzane przez Broadcast Music Incorporated w latach 70. i 80.: As Long As I'm Rockin' with You (wyk. John Conlee), Don't Worry 'bout Me Baby (wyk. Janie Fricke), Party Time (wyk. T. G. Sheppard), Stand Up (wyk. Mel McDaniel), You're the Best (wyk. Kieran Kane). W 1987 roku utwór pt. Hey! Baby pojawił się w ścieżce dźwiękowej filmu pt. Dirty Dancing.
W 1995 roku nagrał własny cover utworu pt. Stand Up dla wytwórni Ice House. Wraz z Delbertem McClintonem grającym na harmonijce ustnej nagrał kilka utworów, tym nową wersję swojego przeboju pt. Hey! Baby. W 2002 roku Channel wraz z piosenkarzem i autorem tekstów Larrym Henleyem (były członek zespołu The Newbeats), nagrał projekt zapowiadany jako Original Copy.
Channel został wprowadzony do Galerii Sław Rockabilly. W dalszym ciągu występuje w rejsach z muzykami z lat 60.

## Dyskografia
| Albumy studyjne - 1962: Hey! Baby (Smash Records) - 1968: Keep On (Bell Records) - 1978: Indian Summer (Zeus Records) - 1995: Stand Up (Icehouse Records) | Kompilacje - 1968: Going Back to Louisiana (Sonet Records) - 1990: Hey! Baby (Teenager Records) - 1997: Hey Baby, The Ultimate Collection (Marginal Records) - 2019: Hey! Baby - The Early Years 1959-1962 (Jasmine Records) |